# آندرئا سگره
آندرئا سگره (ایتالیایی: Andrea Segre؛ زادهٔ ۶ سپتامبر ۱۹۷۶) کارگردان فیلم اهل ایتالیا است.
از فیلم‌هایی که وی در آن‌ها نقش داشته‌است، می‌توان به نخستین بارش برف اشاره نمود.